# Anderson Soares da Silva
Anderson Soares da Silva (sinh ngày 16 tháng 10 năm 1987) là một cầu thủ bóng đá người Brasil.

## Sự nghiệp câu lạc bộ
Anderson Soares da Silva đã từng chơi cho Vissel Kobe.

## Thống kê câu lạc bộ

### J.League
| Đội         | Năm       | J.League | J.League | J.League Cup | J.League Cup | Tổng cộng | Tổng cộng |
| Đội         | Năm       | Trận     | Bàn      | Trận         | Bàn          | Trận      | Bàn       |
| ----------- | --------- | -------- | -------- | ------------ | ------------ | --------- | --------- |
| Vissel Kobe | 2013      | 38       | 9        | -            | -            | 38        | 9         |
| Tổng cộng   | Tổng cộng | 38       | 9        | 0            | 0            | 38        | 9         |